# Jesús María de la Villa García
Jesús María De La Villa García, nacido el 30 de junio de 1958, en Villahán, Palencia. Es un Gran Maestro Internacional de ajedrez español.
Es el número 39 de España, en la lista de abril de 2022 de la FIDE, con un ELO de 2454.

## Títulos de ajedrez
En 1985 y 1988, ganó su dos títulos del Campeonato de España de ajedrez, superando a los jugadores José L. Fernández y Alejandro Bofill, resultando subcampeón en 1996 por detrás de Sergio Estremera Paños.
También ha sido Campeón de España de ajedrez activo, título que consiguió en 1999.
Participó representando a España en dos Olimpíadas de ajedrez en los años 1988 en Salónica y 1994 en Moscú.

## Libros publicados
Ha escrito los siguientes libros:
- El ataque Inglés, editorial Teoría, ISBN, año.
- El ataque Trompowsky, editorial Teoría, ISBN, año.
- Desmontando la Siciliana, esfera editorial, ISBN 99920-1-494-6, año 2003.
- Los 100 finales que hay que saber, esfera editorial, ISBN 99920-906-3-4, año 2006.
- Desmontando la Siciliana 2, esfera editorial, ISBN 978-99920-62-03-6, año 2009.